# Foppe van Aitzema
Foppe van Aitzema, andere Namenskonventionen Foppe van Aizema und Foppius van Aissema (* um 1580 in Dokkum; † 28. Oktober 1637 in Wien), war ein Jurist und Politiker.

## Leben und Wirken
Aitzema wurde in Dokkum, einem Ort in der heutigen Provinz Friesland der Niederlande, als Sohn des Pastors Schelte van Aitzema und seiner Frau Sjoerdje Lieuves um 1580 geboren. Er bezog zu Studien die Universitäten in Franeker, Leiden, Helmstedt und Wittenberg.
Nach dem Abschluss seines Studiums 1607 wurde er Rat am Hof des Herzogs Heinrich Julius von Braunschweig-Wolfenbüttel. Dieser war auch der protestantische Bischof des Bistums Halberstadt und ernannte Aitzema 1612 gegen den Widerstand des Domkapitels zum Kanzler des Bistums. Als der Herzog am 20. Juli 1613 verstarb und der erst 4-jährige Herzog Heinrich Karl von Braunschweig-Wolfenbüttel zum neuen Bischof ernannt wurde, konnte ihn das Domkapitel absetzen. Dieses setzte ihn zudem neun Monate in Gefangenschaft. Nachdem Aitzema aller seiner Habe entsagte und zusagte das Herzogtum Braunschweig und das Bistum Halberstadt niemals wieder zu betreten, wurde er auf Kaution freigelassen und man entließ ihn in Ungnade.
Daraufhin fand er Asyl bei den Generalstaaten, für die er 1617 als Gesandter in den Hansestädten Lübeck und Hamburg Verhandlungen mit Christian IV. von Dänemark, Tilly und Wallenstein führte.
Als er sich 1635 geschäftlich nach Wien begab, geriet er in Verdacht, sich dem Katholizismus genähert zu haben. Jedoch wurde er 1636 im diplomatischen Auftrag wieder nach Wien gesandt, um beim Kaiser Ferdinand II. eine sichere Position der Generalstaaten auszuhandeln und damit eine neutrale Stellung gegenüber den streitenden Mächten des Dreißigjährigen Krieges zu erreichen. Jedoch war die Regierung in Den Haag unzufrieden mit den Verhandlungserfolgen und berief ihn 1637 zurück. Auf der Rückreise erfuhr Aitzema in Oldenburg von weiteren Restriktionen gegen ihn und kehrte zurück nach Wien, wo er am 28. Oktober 1637, zum katholischen Glauben übergetreten, verstarb.

## Familie
Meinardus von Aitzema, ein älterer Bruder von Foppe, war Bürgermeister von Dokkum und Admiralitätssekretär. Dessen Sohn Lieuwe van Aitzema war ein bekannter Diplomat und Historiker. Foppe heiratete Anna Hauthor aus Halberstadt und hatte mit ihr drei Töchter.

## Werke
- Poemata Juvenilia, Paris 1605; Neuauflage Helmstädt 1607.
- Dissertationum ex Juris Civilis Libri II, Helmstedt 1607.